# XQc
Фели́кс Лянже́ль (фр. Felix Lengyel, французское произношение: [feliks lɑ̃ʒɛl]; более известный под онлайн-псевдонимом xQc или xQcOW) — канадский интернет-стример и бывший профессиональный игрок в Overwatch. По состоянию на апрель 2024 года канал xQc входит в топ-5 самых популярных на платформе Twitch.

## Биография
Лянжель родился и вырос в Лавале, Квебек. Его родители развелись, когда ему был один год. Рос вместе со своим братом под общей опекой. В юном возрасте Лянжель увлекался скейтбордом, сноубордингом, прыжками на батуте и видеоиграми. Некоторые из своих трюков он загружал на YouTube.
Окончив среднюю школу, Лянжель продолжил изучать гуманитарные науки в CEGEP, но бросил учёбу через 3,5 года незадолго до выпуска и начал проводить игровые трансляции на Twitch. Лянжель начал свою карьеру с игры League of Legends. Трансляции проводились на Twitch-канале xQcLoL. Через некоторое время Лянжель открыл для себя игру Overwatch и начал участвовать в турнирах.
Играл за Dallas Fuel в рамках сезона Overwatch League, прежде чем его аккаунт был заблокирован из-за неоднократных нарушений правил лиги. Лянжель также участвовал в чемпионате мира по Overwatch за сборную Канады в 2017, 2018 и 2019 годах. В настоящее время он проводит свои стримы на Twitch в качестве стримера канадской киберспортивной организации Luminosity Gaming.
В 2019 году xQc сыграл в общей сложности в 365 уникальных играх, каждый день выбирая новую. Хотя чаще всего Феликс транслировал контент Overwatch в прямом общении (англ. Just Chatting), он играл во множество других игр, начиная с известных, таких как Counter-Strike: Global Offensive, и заканчивая малоизвестными играми, такими, как Moshpit Simulator и Babysitter Bloodbath. В январе 2021 года он вновь стал лучшим стримером Twitch со значительным отрывом. По данным Esports Charts Pro, аккаунт xQc просматривали в общей сложности 25,5 миллионов часов. Это огромное количество времени для просмотра стримера, который стал одним из лучших игроков Rust в первой половине месяца. Игра на выживание стала очень популярной на Twitch к большому удивлению её разработчиков, что в значительной степени повлияло на массовость аудитории xQc.
Большое количество подписчиков позволяет Ленгелю зарабатывать. Он часто загружает различные видео и транслирует лучшие моменты игр на канале в YouTube, а также в других социальных сетях, которые набирают сотни тысяч просмотров. Он также выпускал линейки товаров, которые довольно быстро распродавались. Стример транслирует различные игры, включая шахматы и проводит много времени, просто болтая со своей аудиторией.

## Карьера

### Overwatch

#### DatZit Gaming

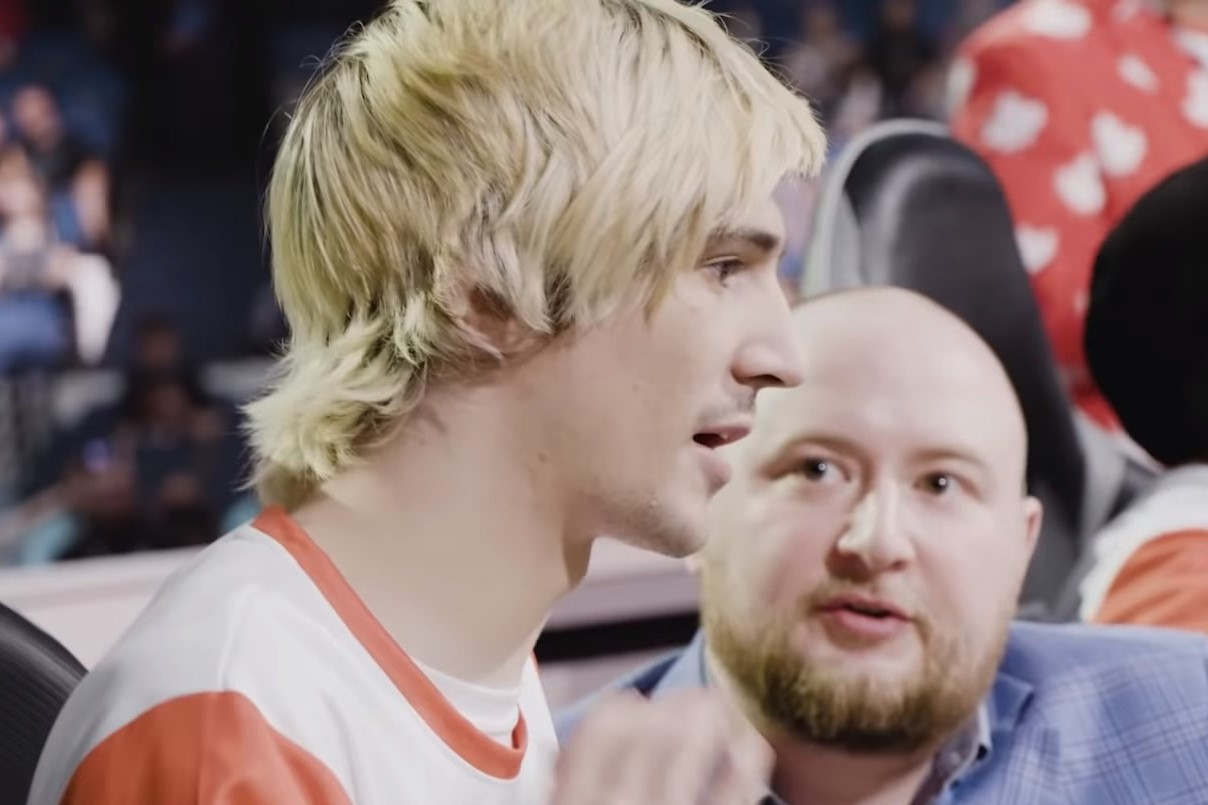
xQc в 2018 году на Overwatch World Cup

Лянжель начал свою карьеру в качестве игрока в Overwatch. Он занимал роль танка в DatZit Gaming — полупрофессиональной киберспортивной организации, базирующейся в Монреале, Канада. 13 августа 2016 года Лянжель и его команда выиграли турнир Dreamhack Montreal 2016 Overwatch.

#### Denial eSports
Лянжель продолжил свою карьеру в качестве основного танка в команде Overwatch «?». 12 октября 2016 года он получил приглашение от Denial eSports. Лянжель также заявил, что Denial задолжала своим игрокам 2900 долларов и не выплачивает их.

#### Arc 6
После распада Denial eSports Лянжель и другие члены команды играли вместе под тэгом «YIKES!», позднее, по просьбе Blizzard, название было изменено на «Arc 6», поскольку логотип и название команды нельзя было использовать на официальных турнирах. После квалификации команда играла в нулевом сезоне Overwatch Contenders, но в конечном итоге она выбыла на групповом этапе. 9 июля 2017 года Arc 6 приняла участие в своём последнем турнире Beat Invitational: Season 2; победив FNRGFE, но уступив Rogue, команда заняла 3-е место. В итоге у игроков команды сложились разные взгляды на подготовку к отборочным играм первого сезона. В октябре Лянжель сделал официальное заявление, в котором объявил, что он переходит в Dallas Fuel.

#### Twitch
Одного из ведущих стримеров сайт Twitch в 2020 году трижды временно блокировал за читерство в Twitch Rivals во время проведения серии турниров, спонсируемых компанией. Ленгеля лишили призовых денег и запретили участвовать в соревнованиях Twitch Rivals в течение полугода. Лянжель — один из самых популярных стримеров на Twitch с 4,1 миллионами подписчиков, имеющий в среднем от 40 000 до 60 000 зрителей одновременно в среднем потоке. Он стал самым просматриваемым стримером Twitch в 2020 году: за последние 12 месяцев канадец набрал около 147,8 миллионов часов общего времени просмотра.

### Блокировки
- 31 июля 2019 года xQc был временно заблокирован за трансляцию сатирического видео, где порнографические сцены были отредактированы, чтобы не быть похожими на контент, не подходящий для работы.
- 29 февраля 2020 года xQc был временно заблокирован за трансляцию наготы в игре для взрослых, где выигрышем было снятие одежды с NPC.
- 12 июня 2020 года xQc был временно заблокирован за просмотр видео «откровенного содержания», которое включало половой акт горилл.
- 18 ноября 2020 года xQc был на неделю заблокирован за «стримснайп» (использования чужого стрима для обнаружения противника) в игре Fall Guys на турнире Twitch Rivals. Также он получил блокировку на участие в турнирах Twitch Rivals на 6 месяцев и был лишён призовых выигрышей с турнира. На платформе Twitch это четвёртая блокировка[22].
- xQc навсегда заблокирован в League of Legends за чрезвычайно провокационное и оскорбительное поведение. В сообщении о бане также отмечалось: «Вы находитесь среди 0,006 % игроков Лиги, достаточно негативно оцененных игроками, чтобы вас забанили навсегда»[23].
- C 2014 года стример собрал на Twitch более 7,7 миллиона подписчиков, его канал входит в топ-5 самых популярных, и он один из самых популярных стримеров в мире[22].
- В феврале 2021 года Феликс xQc Лянжель получил второй запрет на использование сервера NoPixel RP в GTA 5 после жестокого прорыва и сбоя в игре[24], а в марте — на сервере ролевой игры GTA Online NoPixel он был вновь временно забанен за нарушение правил сервера[25].

### Kick
В июне 2023 года xQc подписал двухлетний неэксклюзивный контракт на 70 миллионов долларов со стриминговым сервисом Kick. Сделка также включала около 30 миллионов долларов США в виде потенциальных бонусов, а максимальная потенциальная выплата Лянжелу составит 100 миллионов долларов США. Лянжель заявил, что подписал контракт, потому что это позволит ему заниматься новыми видами деятельности, которыми он не мог заниматься во время стриминга на Twitch. Сделка была отмечена как одна из крупнейших в истории индустрии развлечений, её сравнивают с двухлетним контрактом ЛеБрона Джеймса с Лос-Анджелес Лейкерс на сумму 97 миллионов долларов.

## Достижения
| Год  | Церемония                | Категория             | Результат | Прим.         |
| ---- | ------------------------ | --------------------- | --------- | ------------- |
| 2017 | 2017 Overwatch World Cup | Самый ценный игрок    | Победа    | [ 27 ]        |
| 2018 | 2018 Esports Awards      | Стример года          | Номинация | [ 28 ]        |
| 2020 | Canadian Game Awards     | Лучший стример        | Номинация | [ 29 ] [ 30 ] |
| 2020 | 2020 Esports Awards      | Стример года          | Номинация | [ 31 ]        |
| 2021 | 2021 Esports Awards      | Стример года          | Номинация | [ 32 ]        |
| 2022 | The Streamer Awards      | Лучший стример GTA RP | Номинация | [ 33 ]        |
| 2022 | The Streamer Awards      | Стример года          | Номинация | [ 33 ]        |
| 2022 | Canadian Game Awards     | Лучший стример        | Номинация | [ 34 ]        |